# Assistance virtuelle
Pour l’article homonyme, voir Assistant personnel intelligent.
 (septembre 2012).
Si vous disposez d'ouvrages ou d'articles de référence ou si vous connaissez des sites web de qualité traitant du thème abordé ici, merci de compléter l'article en donnant les références utiles à sa vérifiabilité et en les liant à la section « Notes et références ».
 (septembre 2024).
L'assistante virtuelle ou adjointe virtuelle (en anglais « Virtual Assistant », abrégé en « VA ») est un entrepreneur indépendant qui fournit des services de secrétariat et de soutien administratif (par exemple, en administration, comptabilité, traitement de données, recherche, préparation de présentations, organisation de voyages, secrétariat téléphonique, etc.) ou des services spécialisés (par exemple, en marketing, promotion web 2.0, ventes, assistance à la clientèle, développement de sites web, conception graphique, recherche de personnel, etc.) aux sociétés, aux entreprises et aux indépendants par Internet, fax ou téléphone.

L'assistance virtuelle désigne l'ensemble des prestations professionnelles effectuées à distance, généralement par un ou plusieurs assistants, pour le compte d'entreprises ou de particuliers. Ces services peuvent inclure des tâches administratives, de gestion de projet, de communication, de support client, de marketing ou encore de gestion financière. Les assistants virtuels travaillent souvent en indépendant, mais peuvent aussi être employés par des entreprises spécialisées ou des plateformes de mise en relation.

## Histoire et émergence
L'assistance virtuelle a pris son essor au début des années 2000 avec le développement d'Internet et des technologies de communication à distance. À mesure que les entreprises adoptaient des modèles plus flexibles, les besoins en main-d'œuvre indépendante et externalisée ont augmenté. Le terme "assistant virtuel" (ou AV) s'est popularisé pour désigner des professionnels capables de gérer à distance des missions autrefois confiées à des employés en interne.

## Services fournis pour les assistants virtuels
Les assistants virtuels proposent une large gamme de services, souvent adaptés aux besoins des clients, y compris :
- Support administratif : gestion d'agenda, prise de rendez-vous, gestion des emails, organisation de voyages d'affaires.
- Support marketing : gestion des réseaux sociaux, création de contenu, optimisation SEO.
- Support client : gestion des tickets de support, réponses aux clients, traitement des réclamations.
- Gestion de projet : suivi de projets, coordination d'équipes distantes.
- Gestion financière : facturation, gestion des paiements, suivi des dépenses.

## Le marché de l'assistance virtuelle en France
En France, le marché de l'assistance virtuelle connaît une croissance soutenue. Une étude menée par Freelance.com estime que le nombre de travailleurs indépendant dans le domaine administratif et de la gestion a augmenté de 20 % entre 2018 et 2023. Les petites et moyennes entreprises (TPE-PME) constituent les principaux clients de ces services, cherchant à externaliser des tâches administratives pour se concentrer sur leur cœur de métier sans supporter les coûts d’embauche en interne.

## Formations et diplômes
Il n'existe pas de diplôme réglementé spécifique pour devenir assistant virtuel, mais plusieurs parcours de formation permettent de se spécialiser dans ce domaine. Les candidats peuvent suivre des formations certifiantes proposées par des organismes privés ou publics, et des formations courtes axées sur les compétences nécessaires pour ce métier.

## Nouveaux métiers émergents
Avec l'évolution des besoins des entreprises et des technologies, plusieurs nouveaux rôles ont émergé dans l'assistance virtuelle :
- Office Manager Virtuel : gestion administrative à distance.
- Online Business Manager (OBM) : responsable de la gestion des opérations pour les entreprises en ligne.
- Fractional COO : directeur des opérations à temps partiel, souvent engagé pour des missions spécifiques.
- Customer Success Manager Freelance : responsable de la satisfaction client, généralement dans le secteur des logiciels ou des services B2B.
- Customer Care Manager Freelance : spécialisé dans le suivi et la gestion des interactions après-vente avec les clients.

Ces métiers, qui demandent une expertise particulière en gestion d’entreprise, sont fortement en demande.

## Impact des technologies sur le métier
Les nouvelles technologies, notamment l'intelligence artificielle (IA), ont un impact considérable sur l'assistance virtuelle. Les outils d’automatisation comme les chatbots et les logiciels d’intelligence artificielle permettent de traiter certaines tâches de manière plus rapide et efficiente, comme la gestion d’emails ou la planification d’agenda. En revanche, ces avancées technologiques obligent les assistants virtuels à se concentrer sur des tâches à plus forte valeur ajoutée, comme la gestion de projets complexes ou la relation client.
Les outils de collaboration à distance facilitent grandement le travail des assistants virtuels en leur permettant de coordonner leurs missions à distance et de collaborer en temps réel avec leurs clients.

## Revenus des assistants virtuels
Les revenus des assistants virtuels varient en fonction de leur spécialisation, de leur localisation géographique et de leur niveau de compétence. En France, un assistant virtuel facture en moyenne entre 30 et 45 euros de l'heure, selon les services proposés et l'expertise.